# Chelydra acutirostris
Chelydra acutirostris là một loài rùa trong họ Chelydridae. Loài này được Peters mô tả khoa học đầu tiên năm 1862.